# Eva Calvo Gómez
Eva Calvo Gómez (Madrid, 29 de julio de 1991) es una deportista española que compite en taekwondo, medallista de plata en los Juegos Olímpicos de Río 2016.

## Biografía
Natural de Leganés, empezó a practicar atletismo y cuando tenía 14 años se apuntó a taekwondo en el Club Sánchez Élez-Sanabria de su ciudad. Su hermana menor, Marta Calvo, también compite en taekwondo.
A nivel internacional, su primer logro fue la medalla de plata en la Universiada de 2011 en Shenzhen. A lo largo de su carrera ha ganado dos medallas en el Campeonato Mundial de Taekwondo —plata en 2015 y bronce en 2013— y una medalla de oro en el Campeonato Europeo de 2014. En los Juegos Europeos de Bakú 2015 consiguió la medalla de bronce en la categoría de –57 kg. También ha obtenido nueve medallas en el Gran Premio de Taekwondo, entre ellas cuatro oros.
Su mayor logro deportivo ha sido la medalla de plata en los Juegos Olímpicos de Río de Janeiro 2016, en la categoría de –57 kg. Calvo superó a tres rivales en el cuadro eliminatorio y tan solo fue derrotada en la final por la número uno del ranking, la británica Jade Jones.  Después de los Juegos pasó a competir en una categoría de peso superior, –67 kg., pero estuvo un tiempo fuera del tapiz por dos lesiones de rodilla y no pudo clasificarse para la siguiente cita olímpica .
Tras retirarse del deporte de competición, trabaja como ingeniera de desarrollo y operaciones. También ha sido entrenadora de su hermana Marta, actualmente en el Club Hankuk de San Sebastián de los Reyes.

## Palmarés internacional
| Juegos Olímpicos   | Juegos Olímpicos        | Juegos Olímpicos  | Juegos Olímpicos |
| Año                | Lugar                   | Medalla           | Categoría        |
| ------------------ | ----------------------- | ----------------- | ---------------- |
| 2016               | Río de Janeiro (Brasil) | Medalla de plata  | –57 kg           |
| Campeonato Mundial |                         |                   |                  |
| Año                | Lugar                   | Medalla           | Categoría        |
| 2013               | Puebla (México)         | Medalla de bronce | –57 kg           |
| 2015               | Cheliábinsk (Rusia)     | Medalla de plata  | –57 kg           |
| Juegos Europeos    |                         |                   |                  |
| Año                | Lugar                   | Medalla           | Categoría        |
| 2015               | Bakú (Azerbaiyán)       | Medalla de bronce | –57 kg           |
| Campeonato Europeo |                         |                   |                  |
| Año                | Lugar                   | Medalla           | Categoría        |
| 2014               | Bakú (Azerbaiyán)       | Medalla de oro    | –57 kg           |

## Condecoraciones
| Distinción                                         | Año  |
| -------------------------------------------------- | ---- |
| Medalla de plata – Real Orden del Mérito Deportivo | 2016 |
| Medalla de Oro - Ciudad Villa de Leganés           | 2016 |